# Miniopterus rummeli
Miniopterus rummeloi és una espècie extinta de ratpenat del gènere Miniopterus que visqué durant el Miocè mitjà en allò que avui en dia és Baviera (Alemanya). A més a més de l'holotip, que és un maxil·lar inferior dret amb la branca ascendent completa, és conegut a partir de desenes de fragments dentals. L'espècie fou anomenada en honor del Dr. Michael Rummel.